# 少年写真新聞社
少年写真新聞社（しょうねんしゃしんしんぶんしゃ）は、学校・公共機関向けの掲示用・配布用定期刊行物や書籍・教材などを刊行する、日本の出版社。商号は株式会社少年写真新聞社。本社は東京都千代田区九段南３丁目。

## 沿革

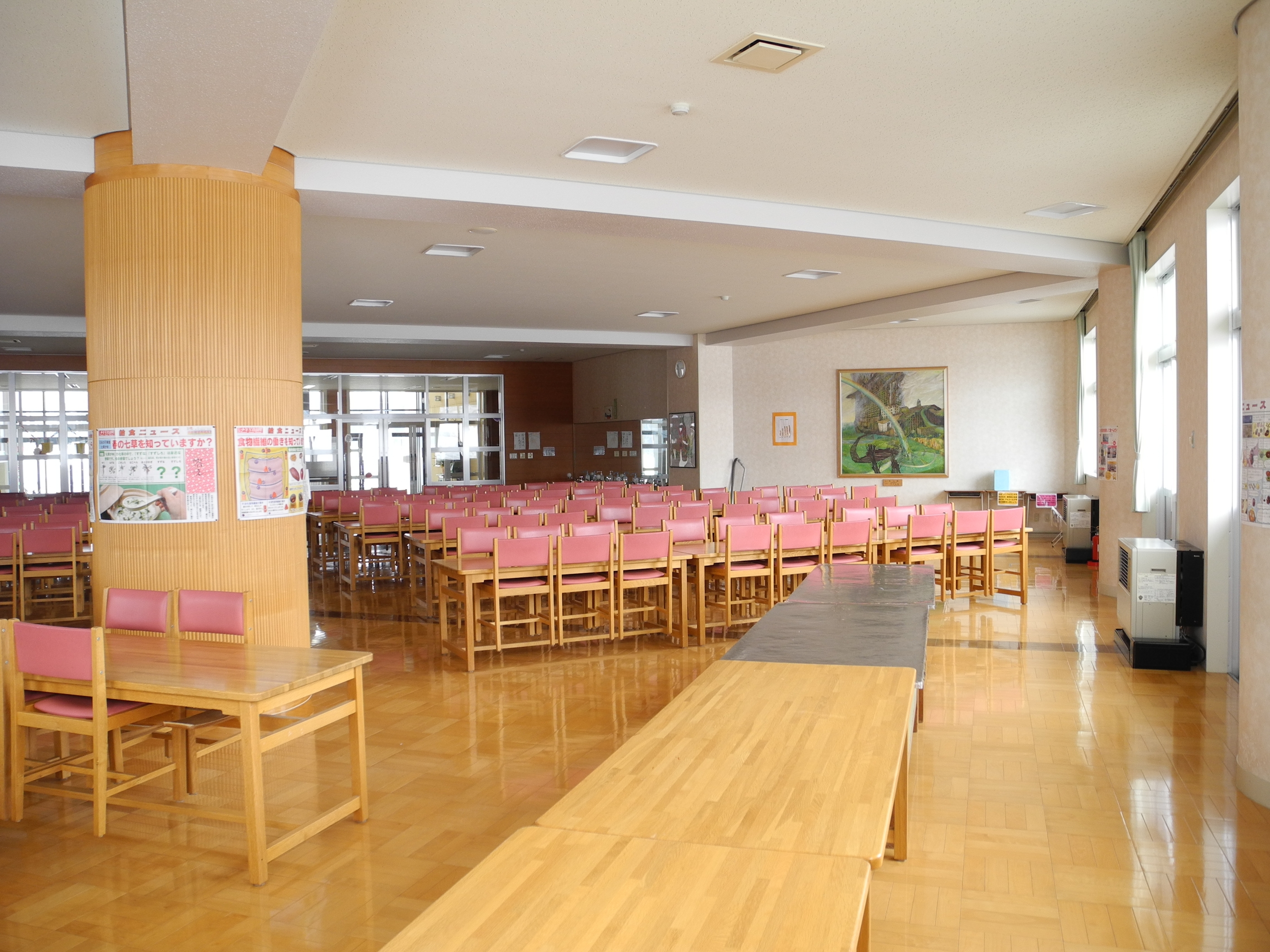
柱に貼られた『給食ニュース』

1954年(昭和29年)、松本博によって創業され、小学校・中学校向けの掲示用写真新聞『少年写真ニュース』を創刊した。以後、『給食ニュース』、『図書館教育ニュース』など多種の定期刊行物を発刊している。
創業者の松本博は、経営の傍ら作家・詩人（松本利昭）としても活動し、自作詩集をはじめとする作品を刊行したほか、『詩の手帖』にはじまる一連の児童詩教育誌を刊行して、児童生活詩に代わる主体的児童詩の教育を提唱した。